# Doyleïta
La doyleïta és un mineral de la classe dels òxids. Rep el nom en honor d'Earl Joseph (Jess) Doyle (1905 - 1994), un col·leccionista de minerals canadenc que va descobrir l'espècie.

## Característiques
La doyleïta és un òxid de fórmula química Al(OH)₃. Es tracta d'una espècie aprovada per l'Associació Mineralògica Internacional, i publicada per primera vegada el 1985. Cristal·litza en el sistema triclínic. La seva duresa a l'escala de Mohs es troba entre 2,5 i 3.
Segons la classificació de Nickel-Strunz, la doyleïta pertany a «04.FE - Hidròxids (sense V o U) amb OH, sense H₂O; làmines d'octaedres que comparetixen angles» juntament amb els següents minerals: amakinita, brucita, portlandita, pirocroïta, theofrastita, portlandita, pirocroïta, bayerita, gibbsita, nordstrandita, boehmita, lepidocrocita, grimaldiïta, heterogenita, feitknechtita, litioforita, quenselita, ferrihidrita, feroxihita, vernadita i quetzalcoatlita.

## Formació i jaciments
Va ser descrita a través de mostres recollides en dos indrets del Canadà: la pedrera Francon, a Mont-real, i la pedrera Poudrette, a Montérégie, totes dues localitats al Québec. També ha estat descrita en algun altre indret del Canadà, així com als Estats Units, Bolívia, Alemanya, Anglaterra, Noruega, Sud-àfrica i la República Popular de la Xina